# 고병욱 (1993년)
고병욱(1993년 5월 9일 ~ )은 대한민국의 축구 선수이며 포지션은 미드필더이다.